# Cucina della Repubblica Democratica Tedesca
Nella Repubblica Democratica Tedesca si sviluppò una tradizione culinaria che ancora influenza la cucina della Germania orientale, accanto ad altre cucine regionali.

## Influssi
Dopo la Seconda guerra mondiale nei territori orientali della Germania fu creata la Zona di occupazione sovietica: in essa una parte della Prussia fu unita a Meclemburgo, Sassonia, Libero Stato di Anhalt, Turingia e di fatto anche a Berlino Est. In questa regione si svilupparono delle peculiarità rispetto alla restante cucina tedesca: la fuga e l'espulsione della popolazione tedesca dalle ex provincie prussiane della Pomerania, Slesia e Prussia Orientale nonché dai territori cecoslovacchi portò infatti in Germania dell'Est milioni di persone con le rispettive tradizioni culinarie regionali. A loro volta le relazioni sempre più strette con l'Unione Sovietica determinarono la diffusione anche di quella cucina sul suolo tedesco orientale. La cucina della RDT inoltre sviluppò proprie specialità, come il Ketwurst o la Grilletta, partendo da piatti della Germania occidentale.

## Alimenti
Accanto agli ingredienti tipici delle cucine regionali, la cucina della RDT fu determinata anche dalla modesta disponibilità di alimenti diversificati. Accanto alla tessera degli alimenti, esistente fino al 1958, influì anche la scarsa disponibilità di alimenti provenienti dall'estero. Dato che gli alimenti provenienti dai paesi non socialisti dovevano essere pagati con divisa convertibile, venivano preferite le merci provenienti dai paesi socialisti che risultavano maggiormente disponibili. Problematiche erano anche le infrastrutture e la logistica, nonché la scarsa disponibilità di camion e vagoni frigorifero.
Le carni più diffuse erano quelle di maiale, di manzo e pollame, mentre vitello e agnello erano di difficile reperibilità (la carne d'agnello nella RDT non veniva nemmeno prodotta). Come nel resto della Germania il contorno era prevalentemente composto da piatti a base di patate e riso.
La pasta tipicamente era di grano tenero e uova, dato che l'importazione di grano duro era limitata.
Per quanto riguarda frutta e verdure dominavano le varietà domestiche nonché quelle importate dai paesi socialisti. Anche la frutta esotica era disponibile soltanto in misura limitata (ad eccezione delle arance provenienti da Cuba), soprattutto nei periodi natalizi oppure in forma di conserva, quest'ultima disponibile a partire dagli anni Settanta soltanto nei costosi Delikat-Laden.
L'offerta di pesce era limitata a poche specie d'allevamento come trote, carpe e lucioperca e ai prodotti della pesca d'altura del Fischkombinat Rostock, mentre la pesca costiera sul Baltico ha sempre avuto un ruolo minoritario.

## Diffusione
Molti piatti della cucina tedesca orientale si diffusero perché venivano cucinati nelle mense, negli asili e nelle scuole, nonché durante le grandi manifestazioni. Un contributo venne anche da alcune trasmissioni televisive a tema culinario.

## Piatti tipici
La disponibilità limitata di materie prime ha determinato l'affermarsi di alcuni piatti standard:
- Come spuntino, nei ristoranti venivano offerti solitamente bockwurst, würstel, currywurst e bratwurst; di chioschi per strada invece ce n'erano pochi. Dal 1961, attraverso l'allevamento intensivo nel Kombinat Industrielle Mast, fu ampliata l'offerta di polli arrosto, che portavano il tipico nome di Broiler e venivano offerti in appositi ristoranti ("Zum Goldbroiler", "Broilerbar"). Negli anni Ottanta cominciò la produzione della Grilletta (una specie di hamburger) e del ketwurst (una specie di hot-dog).
- Oltre alle tipiche zuppe di patate, legumi e cavolo, anche la russa soljanka divenne tipica per la cucina della RDT (mentre ad esempio altre zuppe dell'Europa orientale non trovarono diffusione).
- I piatti a base di carne erano diffusi ovunque, tra questi alcune ricette regionali come il fegato alla berlinese, il Rostbrätl della Turingia ed il Königsberger Klopse (che però nella RDT veniva chiamato Kochklopse in quanto Königsberg dal 1946 si chiamava Kaliningrad). Molto amato era anche il ragoût di maiale e pollame, che veniva offerto come ragout fin o come steak au four.
- Della cucina tedesca orientale fanno parte anche le Jägerschnitzel, fette di  Jagdwurst fritte o arrosto, servite con salsa di pomodoro e noodles.
- Il dolce più diffuso era la coppa di gelato chiamata Schwedeneisbecher.